# Bogdănești (gmina w okręgu Vaslui)
Bogdănești – gmina w Rumunii, w okręgu Vaslui. Obejmuje miejscowości Bogdănești, Buda, Horoiata, Hupca, Orgoiești, Ulea, Unțești, Vișinari i Vlădești. W 2011 roku liczyła 3242 mieszkańców.